# E99 (trasa europejska)
E99 – trasa europejska pośrednia północ-południe, biegnąca przez wschodnią Turcję azjatycką.
E99 zaczyna się 8 km na zachód od miejscowości Dogubayazit we wschodniej Anatolii (nad granicą z Iranem), gdzie odbija od trasy europejskiej E80. Biegnie szlakami dróg krajowych: 
- nr 975 przez Muradiye do Van,
- nr 300 do Tatvan,
- nr 965 przez Bitlis do Baykan,
- nr 360 przez Diyarbakır do wsi Çaylarbasi,
- nr 885 do Şanlıurfy, gdzie łączy się z trasą E90.

Ogólna długość trasy E99 wynosi około 749 km.